# Computación espacial
La computación espacial es cualquiera de las diversas formas de interacción humano-computadora que los usuarios perciben como si tuvieran lugar en el mundo físico, dentro y alrededor de sus entornos físicos, en lugar de estar restringidas y perceptualmente detrás de las pantallas de las computadoras o teléfonos inteligentes. Este concepto se superpone con otros y los abarca, entre ellos la realidad extendida, la realidad aumentada, la realidad virtual y la realidad mixta.

## Historia
La computación espacial como campo podría considerarse iniciada en 1969 con el trabajo de Myron Krueger, quien desarrolló varios sistemas relacionados con la realidad aumentada. Uno de los más conocidos fue Videoplace, creado en 1970. Un sistema previo tomaba imágenes digitales y superponía en ellas los cuerpos de personas. Videoplace proyectaba la imagen del usuario en una pantalla, permitiendo que este interactuara con objetos usando su proyección. El sistema ya mostraba funciones similares a las de la realidad aumentada actual, aunque en una forma más básica. Además, permitía cambiar el tamaño, la posición y la orientación de la proyección según los movimientos del usuario.
A principios de la década de 1990, cuando el campo de la realidad virtual comenzaba a comercializarse más allá de los casos de uso académicos y militares, una empresa emergente llamada Worldesign de Seattle utilizó el término Computación Espacial  para describir la interacción entre personas individuales y espacios 3D.

## Productos

### Apple Vision Pro

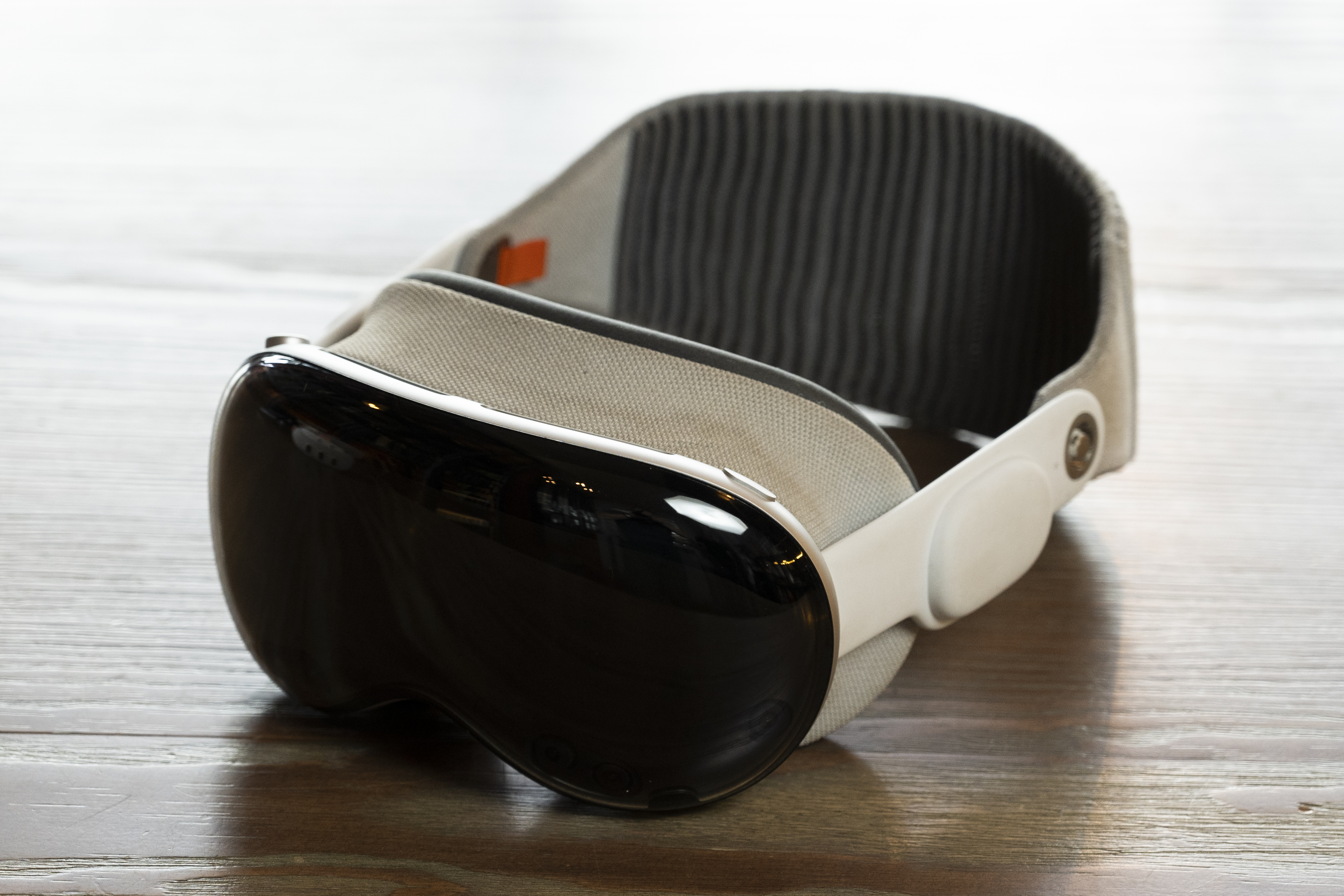
Apple Vision Pro

Apple anunció Apple Vision Pro, un dispositivo que comercializa como una "computadora espacial", el 5 de junio de 2023 el cual lanzó en Estados Unidos el 2 de febrero de 2024.  Al anunciar la plataforma, Apple invocó su historia de popularización de interfaces gráficas de usuario 2D que suplantaron mecanismos de interfaz hombre-computadora anteriores, como la línea de comandos. Apple sugiere la introducción de la computación espacial como una nueva categoría de dispositivo interactivo, del mismo nivel de importancia que el lanzamiento del Macintosh en 1984 y del iPhone en 2007.
Apple Vision Pro utiliza un sistema operativo llamado visionOS, que combina seguimiento ocular, reconocimiento de gestos y entrada por voz para permitir una interacción inmersiva sin controladores físicos. La plataforma está orientada a productividad, entretenimiento, colaboración y casos de uso profesional.

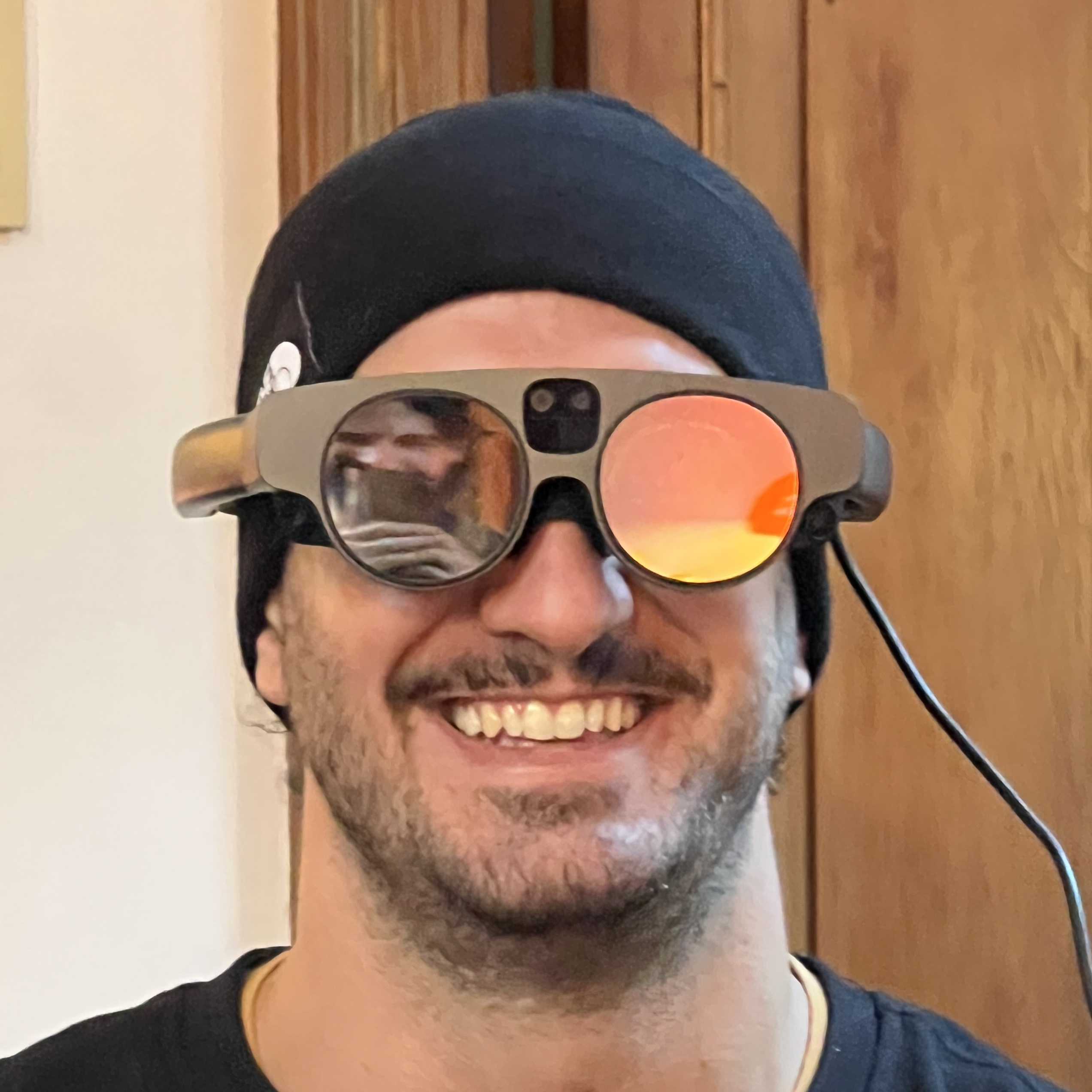
Magic Leap 2

### Magic Leap
Magic Leap también había utilizado anteriormente el término “computación espacial” para describir sus propios dispositivos, comenzando con el Magic Leap 1, lanzando el 8 de agosto de 2018. 
La tecnología de Magic Leap permite renderizar contenido digital mediante una técnica conocida como renderizado óptico, la cual proyecta información virtual en el campo de visión del usuario. Esto permite una experiencia donde el mundo físico y el mundo digital se superponen y se perciben de forma simultánea.
Magic Leap ha centrado su enfoque en aplicaciones empresariales como medicina, manufactura y diseño industrial.

### Microsoft Hololens
El 30 de marzo de 2016, Microsoft lanzó HoloLens, su primer dispositivo de realidad mixta. Fue uno de los primeros visores capaces de generar hologramas interactivos y manipulables en un entorno tridimensional. 

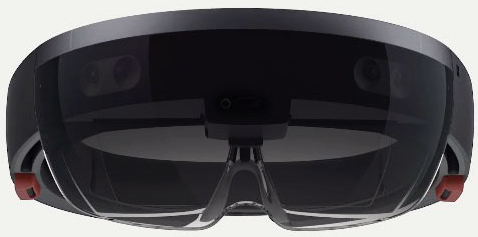
Microsoft Hololens 1

HoloLens integra sensores avanzados, una unidad de procesamiento holográfico y soporte para gestos y comandos de voz, lo que permite al usuario interactuar con elementos digitales anclados en el espacio físico.
La plataforma HoloLens ha sido utilizada en sectores como la salud, la ingeniería, la defensa y la educación.

### Meta Quest

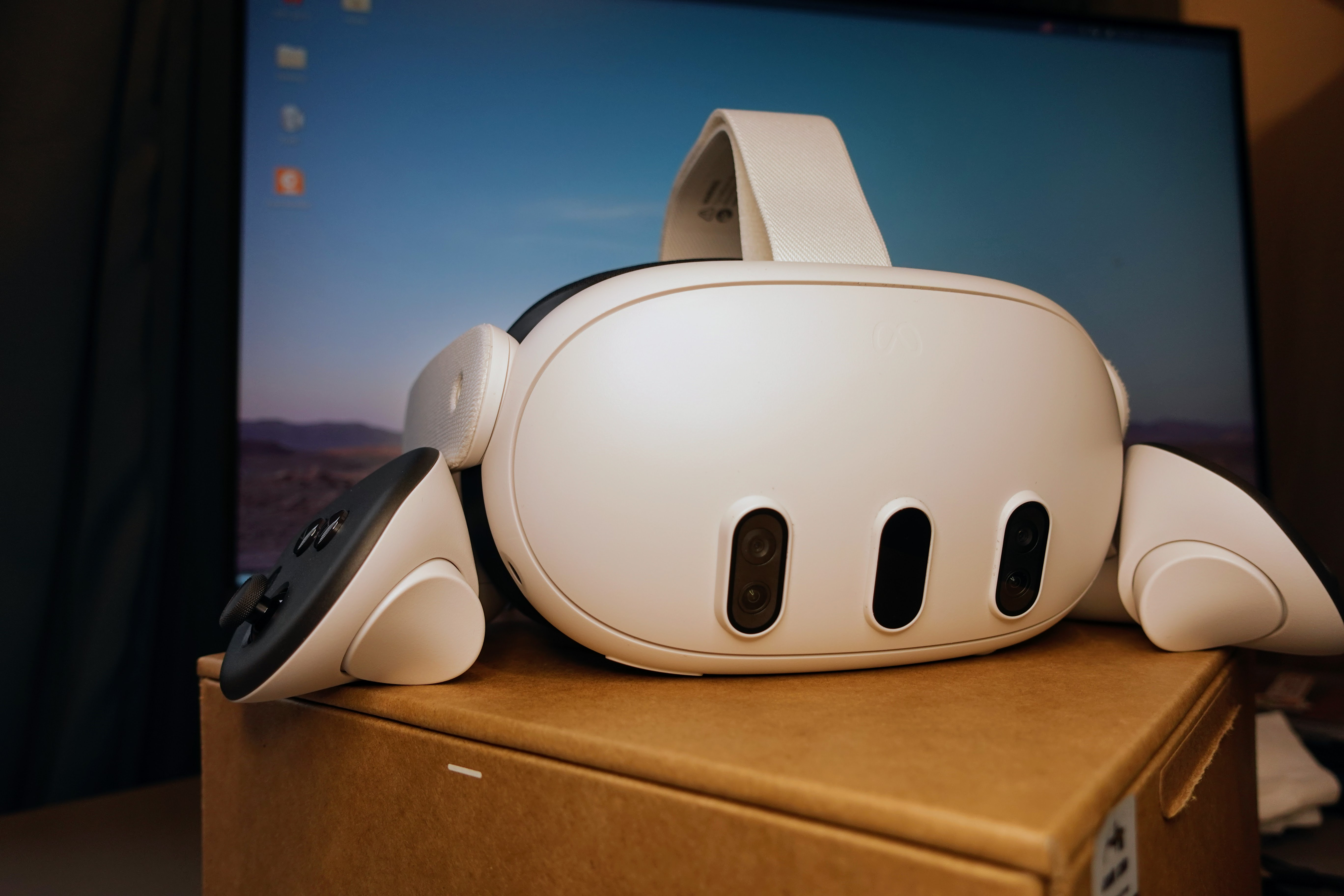
Meta Quest 3

Meta Quest 3 es un dispositivo de realidad mixta desarrollado por Meta Platforms.  Fue presentado el 1 de junio de 2023 y lanzado el 10 de octubre, sucediendo al Quest 2 como la tercera generación de la línea Meta Quest.  
El dispositivo ofrece mejoras significativas en resolución, rendimiento y capacidad de interacción con el entorno físico, gracias a sus cámaras de passthrough a color y su procesador Snapdragon XR2 Gen 2.
Quest 3 está diseñado tanto para juegos como para productividad, y forma parte del ecosistema de la plataforma Horizon OS.

### Snap Spectacles

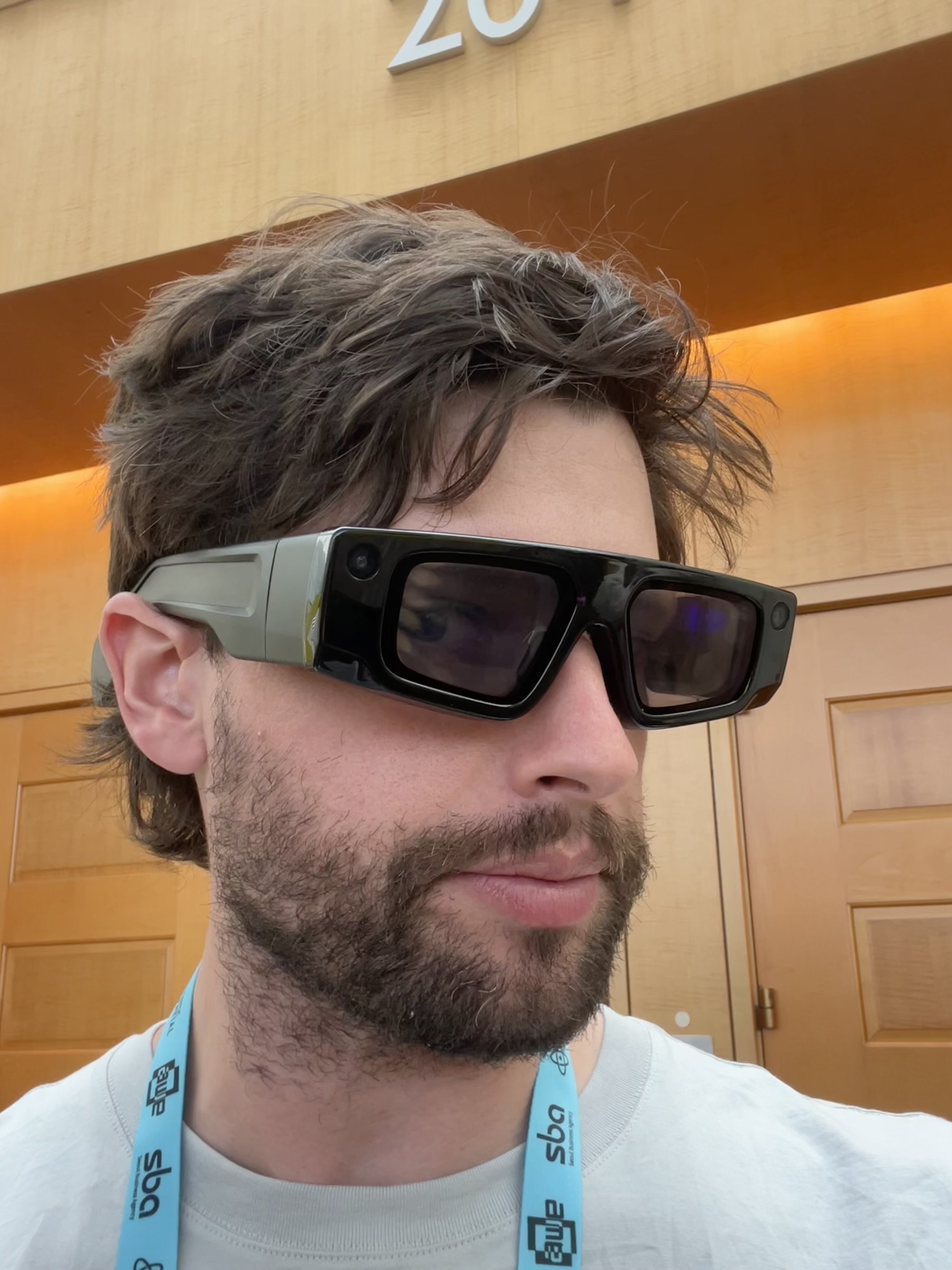
Snap Spectacles, 5.ª generación

Spectacles son lentes de realidad aumentada desarrolladas  por Snap Inc.. Funcionan con el sistema operativo Snap OS, que se controla mediante interacción de manos y comandos de voz. Spectacles permite a los usuarios interactuar con software de realidad aumentada, disponible para diversos fines como aprendizaje, entretenimiento y utilidades.